# 2335 James
A 2335 James (ideiglenes jelöléssel 1974 UB) egy marsközeli kisbolygó. Eleanor F. Helin fedezte fel 1974. október 17-én.